# Rockledge (Florida)
Rockledge ist eine Stadt im Brevard County im US-Bundesstaat Florida mit 27.678 Einwohnern (Stand: 2020).

## Geographie
Rockledge liegt am Intracoastal Waterway in unmittelbarer Nähe zur Atlantikküste. Die Stadt befindet sich rund 30 km südlich von Titusville und 70 km östlich von Orlando.

## Demographische Daten
Laut der Volkszählung 2010 verteilten sich die damaligen 24.926 Einwohner auf 11.240 Haushalte. Die Bevölkerungsdichte lag bei 806,7 Einw./km². 78,7 % der Bevölkerung bezeichneten sich als Weiße, 14,5 % als Afroamerikaner, 0,3 % als Indianer und 2,4 % als Asian Americans. 1,5 % gaben die Angehörigkeit zu einer anderen Ethnie und 2,6 % zu mehreren Ethnien an. 6,4 % der Bevölkerung bestand aus Hispanics oder Latinos.
Im Jahr 2010 lebten in 29,4 % aller Haushalte Kinder unter 18 Jahren sowie 29,9 % aller Haushalte Personen mit mindestens 65 Jahren. 68,6 % der Haushalte waren Familienhaushalte (bestehend aus verheirateten Paaren mit oder ohne Nachkommen bzw. einem Elternteil mit Nachkomme). Die durchschnittliche Größe eines Haushalts lag bei 2,42 Personen und die durchschnittliche Familiengröße bei 2,86 Personen.
24,2 % der Bevölkerung waren jünger als 20 Jahre, 21,2 % waren 20 bis 39 Jahre alt, 31,1 % waren 40 bis 59 Jahre alt und 24,2 % waren mindestens 60 Jahre alt. Das mittlere Alter betrug 44 Jahre. 47,9 % der Bevölkerung waren männlich und 52,1 % weiblich.
Das durchschnittliche Jahreseinkommen lag bei 57.835 $, dabei lebten 5,9 % der Bevölkerung unter der Armutsgrenze.
Im Jahr 2000 war Englisch die Muttersprache von 94,91 % der Bevölkerung, spanisch sprachen 3,37 % und 1,72 % hatten eine andere Muttersprache.

## Sehenswürdigkeiten
Folgende Objekte sind im National Register of Historic Places gelistet:
- Barton Avenue Residential District
- Rockledge Drive Residential District
- Valencia Subdivision Residential District
- Marion S. Whaley Citrus Packing House

## Verkehr
Das Stadtgebiet wird von der Interstate 95, vom U.S. Highway 1 (SR 5) sowie der Florida State Road 519 durchkreuzt. Außerdem passiert die Güterbahnstrecke der Florida East Coast Railway die Stadt. Der nächste Flughafen ist der Melbourne International Airport (rund 30 km südlich).

## Kriminalität
Die Kriminalitätsrate lag im Jahr 2010 mit 212 Punkten (US-Durchschnitt: 266 Punkte) im durchschnittlichen Bereich. Es gab 14 Raubüberfälle, 58 Körperverletzungen, 159 Einbrüche, 553 Diebstähle und 30 Autodiebstähle.

## Persönlichkeiten
- Robert „RJ“ Scaringe (* 1983), Unternehmer